# Tony Galvin
Anthony Galvin (ur. 12 lipca 1956 w Huddersfield w Wielkiej Brytanii) – irlandzki piłkarz, reprezentant kraju grający na pozycji pomocnika.

## Kariera piłkarska
Przygodę z futbolem rozpoczął w klubie w 1978 w zespole Goole Town. W 1978 przeszedł do Tottenhamu Hotspur, w barwach którego dwukrotnie sięgnął po Puchar Anglii w latach 1981–1982, a także Puchar UEFA w sezonie 1983/84. Wraz z Kogutami dotarł także do finału Pucharu Anglii w sezonie 1986/87 oraz finału Pucharu Ligi Angielskiej w sezonie 1981/82. Przez 9 lat gry Tottenhamie rozegrał 201 spotkań, w których strzelił 20 bramek.
Od sezonu 1987/88 występował w Sheffield Wednesday. W barwach Wednesday zagrał 36 razy, raz wpisując się na listę strzelców. W 1989 przeszedł do Swindon Town. Karierę piłkarską zakończył w sezonie 1990/91 w Gateshead.
| Sezon   | Klub                | Kraj   | Rozgrywki        | Mecze | Bramki |
| ------- | ------------------- | ------ | ---------------- | ----- | ------ |
| 1977/78 | Goole Town          | Anglia | Northern Premier | 5     | 1      |
| 1978/79 | Tottenham Hotspur   | Anglia | Division One     | 1     | 0      |
| 1979/80 | Tottenham Hotspur   | Anglia | Division One     | 10    | 4      |
| 1980/81 | Tottenham Hotspur   | Anglia | Division One     | 17    | 1      |
| 1981/82 | Tottenham Hotspur   | Anglia | Division One     | 32    | 3      |
| 1982/83 | Tottenham Hotspur   | Anglia | Division One     | 26    | 3      |
| 1983/84 | Tottenham Hotspur   | Anglia | Division One     | 30    | 1      |
| 1984/85 | Tottenham Hotspur   | Anglia | Division One     | 38    | 4      |
| 1985/86 | Tottenham Hotspur   | Anglia | Division One     | 23    | 4      |
| 1986/87 | Tottenham Hotspur   | Anglia | Division One     | 24    | 1      |
| 1987/88 | Sheffield Wednesday | Anglia | Division One     | 18    | 0      |
| 1988/89 | Sheffield Wednesday | Anglia | Division One     | 18    | 1      |
| 1989/90 | Swindon Town        | Anglia | Division Two     | 11    | 0      |
| 1990/91 | Gateshead           | Anglia | Northern Premier |       |        |

## Kariera reprezentacyjna
Karierę reprezentacyjną rozpoczął 22 września 1982 w meczu przeciwko reprezentacji Holandii, przegranym 1:2. Zagrał w trzech spotkaniach eliminacyjnych do Mistrzostw Europy 1984. Był także ważną częścią drużyny Irlandzkiej w eliminacjach do Mistrzostw Świata 1986 (4 spotkania) i Mistrzostw Europy 1988 (7 spotkań).
W 1988 został powołany przez trenera Jacka Charltona na Mistrzostwa Europy. Podczas turnieju zagrał w trzech spotkaniach grupowych z Anglią, Związkiem Radzieckim i Holandią.
Po raz ostatni w reprezentacji zagrał 6 września 1989 w spotkaniu z RFN, zremisowanym 1:1. Łącznie Galvin w latach 1982–1989 wystąpił w 29 spotkaniach, w których strzelił jedną bramkę.
| Mecze i gole w reprezentacji | Mecze i gole w reprezentacji | Mecze i gole w reprezentacji | Mecze i gole w reprezentacji | Mecze i gole w reprezentacji | Mecze i gole w reprezentacji | Mecze i gole w reprezentacji |
| #                            | Data                         | Miasto                       | Przeciwnik                   | Gol                          | Wynik                        | Rozgrywki                    |
| ---------------------------- | ---------------------------- | ---------------------------- | ---------------------------- | ---------------------------- | ---------------------------- | ---------------------------- |
| 1.                           | 22.09.1982                   | Rotterdam                    | Holandia                     |                              | 1:2                          | El. ME 1984                  |
| 2.                           | 30.03.1983                   | Attard                       | Malta                        |                              | 1:0                          | El. ME 1984                  |
| 3.                           | 12.10.1983                   | Dublin                       | Holandia                     |                              | 2:3                          | El. ME 1984                  |
| 4.                           | 04.04.1984                   | Tel Awiw                     | Izrael                       |                              | 0:3                          | towarzyski                   |
| 5.                           | 08.08.1984                   | Dublin                       | Meksyk                       |                              | 0:0                          | towarzyski                   |
| 6.                           | 12.09.1984                   | Dublin                       | ZSRR                         |                              | 1:0                          | El. MŚ 1986                  |
| 7.                           | 17.10.1984                   | Oslo                         | Norwegia                     |                              | 0:1                          | El. MŚ 1986                  |
| 8.                           | 14.11.1984                   | Kopenhaga                    | Dania                        |                              | 0:3                          | El. MŚ 1986                  |
| 9.                           | 05.02.1985                   | Dublin                       | Włochy                       |                              | 1:2                          | towarzyski                   |
| 10.                          | 01.05.1985                   | Dublin                       | Norwegia                     |                              | 0:0                          | El. MŚ 1986                  |
| 11.                          | 26.05.1985                   | Cork                         | Hiszpania                    |                              | 0:0                          | towarzyski                   |
| 12.                          | 23.04.1986                   | Dublin                       | Urugwaj                      |                              | 1:1                          | towarzyski                   |
| 13.                          | 25.05.1986                   | Reykjavík                    | Islandia                     |                              | 2:1                          | towarzyski                   |
| 14.                          | 27.05.1986                   | Reykjavík                    | Czechosłowacja               |                              | 1:0                          | towarzyski                   |
| 15.                          | 10.09.1986                   | Bruksela                     | Belgia                       |                              | 2:2                          | El. ME 1988                  |
| 16.                          | 18.02.1987                   | Glasgow                      | Szkocja                      |                              | 1:0                          | El. ME 1988                  |
| 17.                          | 01.04.1987                   | Sofia                        | Bułgaria                     |                              | 1:2                          | El. ME 1988                  |
| 18.                          | 29.04.1987                   | Dublin                       | Belgia                       |                              | 0:0                          | El. ME 1988                  |
| 19.                          | 28.05.1987                   | Luksemburg                   | Luksemburg                   | Gol                          | 2:0                          | El. ME 1988                  |
| 20.                          | 09.09.1987                   | Dublin                       | Luksemburg                   |                              | 2:1                          | El. ME 1988                  |
| 21.                          | 14.10.1987                   | Dublin                       | Bułgaria                     |                              | 2:0                          | El. ME 1988                  |
| 22.                          | 23.03.1988                   | Dublin                       | Rumunia                      |                              | 2:0                          | towarzyski                   |
| 23.                          | 22.05.1988                   | Dublin                       | Polska                       |                              | 3:1                          | towarzyski                   |
| 24.                          | 01.06.1988                   | Oslo                         | Norwegia                     |                              | 0:0                          | towarzyski                   |
| 25.                          | 12.06.1988                   | Stuttgart                    | Anglia                       |                              | 1:0                          | ME 1988                      |
| 26.                          | 15.06.1988                   | Hanower                      | ZSRR                         |                              | 1:1                          | ME 1988                      |
| 27.                          | 18.06.1988                   | Gelsenkirchen                | Holandia                     |                              | 0:1                          | ME 1988                      |
| 28.                          | 16.11.1988                   | Sevilla                      | Hiszpania                    |                              | 0:2                          | El. MŚ 1990                  |
| 29.                          | 06.09.1989                   | Dublin                       | RFN                          |                              | 1:1                          | towarzyski                   |

## Sukcesy
Tottenham Hotspur F.C.
- Puchar UEFA (1): 1983/84
- Puchar Anglii (2): 1980/81, 1981/82
- Finał Pucharu Anglii (1): 1986/87
- Finał Pucharu Ligi Angielskiej (1): 1981/82